# Заразиха голубая
Заразиха голубая (лат. Orobanche caesia) — многолетнее травянистое растение, вид рода Заразиха (Orobanche) семейства Заразиховые (Orobanchaceae).

## Ареал и среда обитания
Западносредиземный вид. Распространена на территории от Восточного Средиземноморья и Балкан до юга Сибири и Джунгарии. 
Растение-паразит, живущее на корнях полыней. Привычная зона обитания — полупустынные сообщества на светло-каштановых почвах с пятнами солонцов.

## Описание
Стебель в основании не утолщён или немного булавовидно утолщён, желтоватый, обильно покрытый чешуями. Чешуи нижние овальные, почти голые, верхние ланцетные, к основанию вырезные или пильчатые, как правило желёзисто-волосистые.
Соцветие головчатое, овальное или короткоцилиндрическое, много- и густоцветковое, реже в нижней части редкоцветковое. Прицветники равны, реже длиннее чашечки, прижатые к ней, обильно желёзисто-шерстисто-волосистые. Прицветнички ланцетные, длиннее трубки чашечки. Чашечка колокольчато-трубчатая, 4-зубчатая, обильно желёзисто-волосистая, с ланцетными, заострёнными, прямостоячими зубцами, почти равными трубке чашечки и половине трубки венчика, с явственными нервами. Венчик в нижней трети слегка вздутый, выше постепенно расширенный и вперед согнутый, голубоватый, обильно желёзисто-волосистый. Лопасти верхней губы заострённые, прямостоячие, более или менее неравнозубчатые, у нижней губы эллиптические или продолговатые, широковыемчатые, реже зубчатые, обильноволосистые; складки крупные, густоволосистые. Тычиночные нити прикреплены в суженной части венчика, голые или в нижней части слегка волосистые. Пыльники голые, жёлтые. Рыльце 2-лопастное, голубоватое, покрытое сосочками.
Коробочка немного короче чашечки.

## Охрана
Внесена в Красные книги следующих субъектов РФ: Волгоградская, Томбовская и Ульяновская области, а также Чувашия.

## Классификация

### Таксономическое положение
- Orobanche caesia Rchb., 1829, Iconogr. Bot. Pl. Crit. 7: 48.

Вид Заразиха голубая относится к роду Заразиха (Orobanche) семейства Заразиховые (Orobanchaceae) порядка Ясноткоцветные (Lamiales) последовательно входящего в более крупные клады Ламииды → Астериды → Суперастериды → Эвдикоты → Цветковые растения. Таксономическая схема в соответствии с Системой APG IV по состоянию на июнь 2025 года:
|  |                          |  |                                   |                                   |                       |  | еще 23 семейства | еще 23 семейства |                      |  |  |  | еще 205 подтвержденных видов и 56 таксонов в статусе "неподтвержденных" |
|  |                          |  |                                   |                                   |                       |  | еще 23 семейства | еще 23 семейства |                      |  |  |  | еще 205 подтвержденных видов и 56 таксонов в статусе "неподтвержденных" |
|  |                          |  |                                   | порядок Ясноткоцветные            |                       |  |                  |                  | род Заразиха         |  |  |  |                                                                         |
|  |                          |  |                                   | порядок Ясноткоцветные            |                       |  |                  |                  | род Заразиха         |  |  |  |                                                                         |
|  | клада Цветковые растения |  |                                   |                                   | семейство Заразиховые |  |                  |                  | вид Заразиха голубая |  |  |  |                                                                         |
|  | клада Цветковые растения |  |                                   |                                   | семейство Заразиховые |  |                  |                  |                      |  |  |  |                                                                         |
|  |                          |  | ещё 63 порядка цветковых растений | ещё 63 порядка цветковых растений |                       |  |                  | еще 98 родов     | еще 98 родов         |  |  |  |                                                                         |
|  |                          |  |                                   | ещё 63 порядка цветковых растений |                       |  |                  |                  | еще 98 родов         |  |  |  |                                                                         |

### Синонимы
Гомотипные синонимы:
- Kopsia caesia (Rchb.) O.Schwarz, 1949
- Phelipanche caesia (Rchb.) Soják, 1972
- Phelypaea caesia (Rchb.) Guss., 1844

Гетеротипные синонимы:
- Orobanche asiatica Weinm., 1850
- Orobanche borealis Turcz., 1842
- Orobanche caesia var. borealis (Turcz.) Beck, 1890
- Orobanche lanuginosa (C.A.Mey.) Beck, 1881
- Orobanche lanuginosa var. acuminata Beck, 1881
- Orobanche peisonis Beck, 1882
- Phelipanche caesia var. acuminata var. borealis (Beck) Uhlich & Rätzel, 2024
- Phelipanche caesia var. borealis (Turcz.) Uhlich, 2017
- Phelipanche lanuginosa (C.A.Mey.) Holub, 1990
- Phelypaea araneosa Reut. ex Boiss, 1879, not validly publ.
- Phelypaea lanuginosa C.A.Mey. C.A.Mey., 1830